# Rada István
Rada István (Pápa, 1854. július 9. – Veszprém, 1927. szeptember 30.) teológiai doktor, veszprémi kanonok.

## Élete
Pápán végezte az alsó négy gimnáziumi osztályt a bencéseknél, a többi osztályokat a ciszterciek pécsi főgimnáziumában, a teológiát a veszprémi papnevelőben végezte. Magasabb kiképzés végett, miután 1877. július 15-én pappá szentelték, a Hippói Szent Ágostonról nevezett bécsi papnevelő-intézetbe került, melynek tagja volt 1882. május 12-ig, amikor a Bécsi Egyetemen teológiai doktori oklevelet nyert. Egyházmegyéjébe visszatérte után Pápán mint segédlelkész működött; de már 1883-ban egyházmegyei iktató és levéltárnok, 1884-ben szentszéki jegyző lett. 1886-tól 1896-ig a gimnáziumi hittanárokat vizsgáló bizottság póttagja volt. Az 1888-89-es tanév második felében a püspöki líceumban az egyházjogot adta elő. 1890-ben a püspöke kinevezte titkárának. 1891-től pápai tiszteletbeli kamarás, zsinati vizsgáló és szentszéki ülnök volt, 1898. november 23-tól pedig székesegyházi kanonok és irodaigazgató. 1902. június 6-án a boldog szűz Máriáról nevezett csöpőfői címzetes prépost és egyszersmind segiisdi főesperes lett. Irodalmi működéséért a budapesti egyetem hittudományi kara hittudorává és a szent István-társulat tudományos s irodalmi osztálya tagjává választotta. Tagja volt az előkelő udvari papok Rómában székelő kongregációjának. Életének 74., áldozópapságának 50., kanonokságának 29. évében 1927. szeptember 30-án este 7 órakor hunyt el. 1927. október 3-án a veszprémi alsóvárosi temetőben helyezték örök nyugalomra.
Többnyire fordított dolgozatai, birálatai és könyvismertetései jelentek meg 1876 óta a következő hirlapokban és folyóiratokban: Magyar Korona (Pápai álnévvel), Magyar Állam, Szépirodalmi Kert, Katholikus Szemle, Theologiai Folyóirat, Religio (Pápai álnévvel), Hittudományi Folyóirat, Remény, Magyar Szemle, Veszprém, Veszprémi Közlöny, Veszprémi Hirlap, Zalai Közlöny és Pápai Lapok.

## Munkái
- Bertalan-éj. Irta Bolanden Konrád, ford. Bpest, 1879. (2. kiadás: bolanden összes műveinek Dvorzsák-féle kiadásában. Uo. év n.).
- A műlovar leánya. Br. Brackel Ferdinand után ford. Veszprém, 1884. (2. átdolg. kiadás. Bpest, 1905. Szent-István-Társulat Családi Regénytárában).
- Szeressetek! Marchal V. után ford. Veszprém, 1885. (2. kiadás. Bpest, 1904.).
- Egy tékozló fiú emlékiratai. Marchal V. után ford. Veszprém, 1885.
- Valbriant. Craven Ágostné után ford. Uo. 1888.
- A vértanúk. Chateaubriand után ford. Bpest, 1888. (Olcsó Könyvtár 236. 591-598.).
- A keresztes vitézek. Bolanden Konrád után ford. Uo. év. n. (Dvorzsák-féle összes kiadás).
- Egy jezsuita regénye. Beugeny d'Hagerue után ford. Veszprém, 1889.
- Molière élete és munkái. Kreute V. után ford. Bpest, 1890.
- XIII. Leó pápa körlevelei. Veszprém és Bpest, 1891., 1893 és 1896. Négy füzet.
- Keresztény leánykák bokrétája. Marchal V. után francziából ford. Veszprém, 1892. (Ism. Veszprém 37. sz.).
- Az utolsó Abenszerads. Chateabriand után ford. Bpest, 1892. (Olcsó Könyvtár 302., 801.).
- Vademecum sacerdotum in sacra solitudine. Uo. 1894.
- Idegenből. Elbeszélések. Több szerző után ford. Veszprém, 1896. (Ism. Budapesti Szemle 87. köt., Irodalmi Közlöny 4. sz., Magy. szemle 40. sz.).
- A néprontók. Bolanden Konrád után ford. Uo. 1896.
- Alkonyat felé. Jeske-Choinski Tivadar után ford. Uo. 1898.
- D'Abrut ezredes három párbaja. G. de Beugny d'Hagerue után ford. Bpest, 1900. Két kötet. (Szent-István-Társulat Családi Regénytárában).
- Eliane. Craven Ágostné után ford. Uo. 1900. Két kötet. (Szent-István-Társulat Családi Regénytára VII., VIII.).
- Egy párbaj. Filippo Crispolti után ford. Uo. 1902.
- A hiábavaló gazdagság. Jeanne Mairet után ford. Bpest, 1902. Két kötet. (Szent-István-Társulat Családi Könyvtára XXIV., XXV.).
- Dajkamese. Jean de le Brète után ford. Veszprém, 1903.
- Az utolsó rómaiak. Jeske-Choinski Tivadar után ford. Uo. 1903-1904.
- Ki a tettes? Bűnügyi regény. Thieme Frigyes után ford. Bpest, 1904. (Előbb a M. Államban).
- Magyarországi szent Erzsébet. Horn Emil után ford. Uo. 1905.
- A palmyrai királyasszony. Regény. Cüppers Ádám József után ford. Uo. 1905. (a M. Állam 75. és köv. számaiban).